# Slag bij Atlanta
De Slag bij Atlanta vond plaats op 22 juli 1864 in Fulton County, Georgia ten zuidoosten van Atlanta tijdens de Amerikaanse Burgeroorlog De Noordelijke legers onder leiding van generaal-majoor William T. Sherman versloegen de Zuidelijke verdedigers van de stad onder leiding van generaal John Bell Hood. De Noordelijke generaal-majoor James B. McPherson sneuvelde tijdens de slag. Ondanks de naamgeving viel de stad zelf pas in Noordelijke handen op 2 september 1864 na een belegering en verschillende pogingen om de aanvoerlijnen van de stad in handen te krijgen.

## Achtergrond
De Noordelijke strijdkrachten onder leiding van generaal-majoor William T. Sherman bestond uit verschillende legers. Het Army of the Tennessee werd aangevoerd door generaal-majoor James B. McPherson. Dit leger bestond uit het XV Corps aangevoerd door generaal-majoor John A. Logan, het XVI Corps onder leiding van generaal-majoor Grenville M. Dodge en het XVII Corps onder leiding van generaal-majoor Frank P. Blair Jr..
Tijdens de voorafgaande maanden had de Zuidelijke generaal Joseph E. Johnston zich verschillende keren moeten terugtrekken voor de numeriek sterkere Noordelijke legers. De volledige weg van Chattanooga naar Marietta had zich telkens hetzelfde scenario afgespeeld. Johnstond nam defensieve stellingen in om de Noordelijke opmars tegen te houden. Sherman voerde een flankeerbeweging uit waarop Johnston zich genoodzaakt zag om zich terug te trekken en een nieuwe defensieve linie te zoeken. Na de Zuidelijke terugtocht na de Slag bij Resaca probeerde Johnston de Noordelijken opnieuw tegen te houden bij Kennesaw Mountain. De Zuidelijk legerleiding in Richmond was niet tevreden over de gang van zaken. Net toen Johnston bezig was met de voorbereidingen voor de Slag bij Peachtree Creek werd hij ontslagen en vervangen door luitenant-generaal John Bell Hood. Hood had een agressievere reputatie. Maar ook hij slaagde er in eerste instantie niet in om de Noordelijke opmars tegen te houden. Bij Peachtree Creek verloor Hood meer dan 2.500 kostbare levens. Hood diende zich nu te concentreren op de verdediging van Atlanta. Deze stad had een belangrijk industrieel potentieel en vormde het knooppunt van verschillende spoorwegen.

## De slag
.

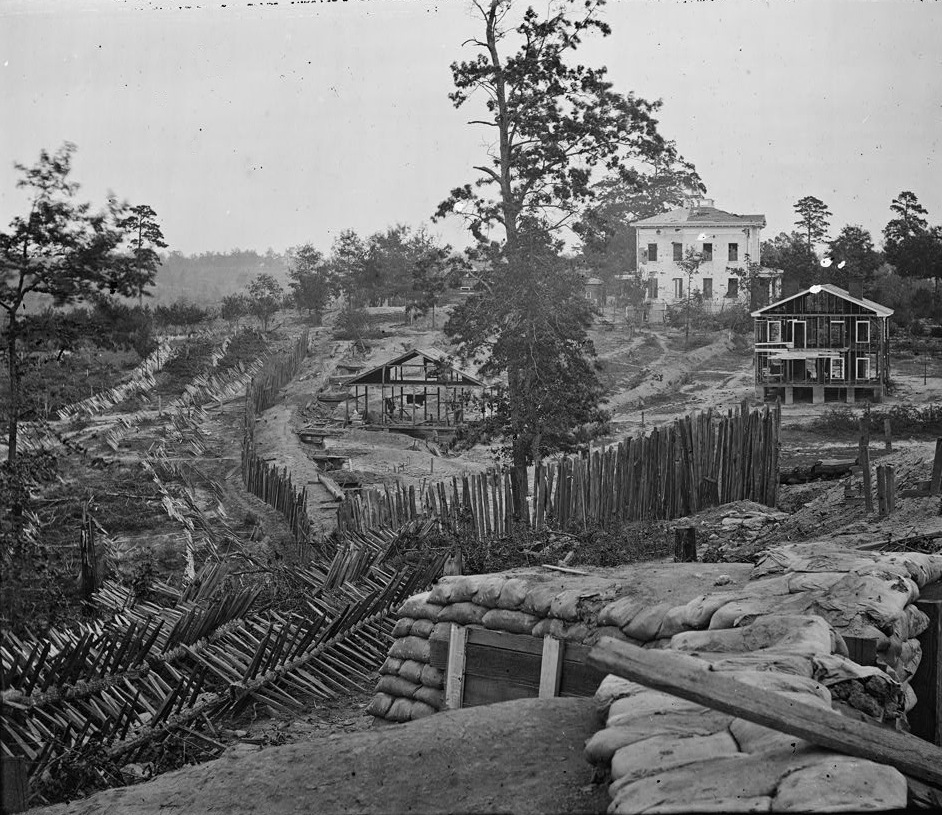
Friese ruiters en palisades voor het Potter House, Atlanta, Georgia, 1864.

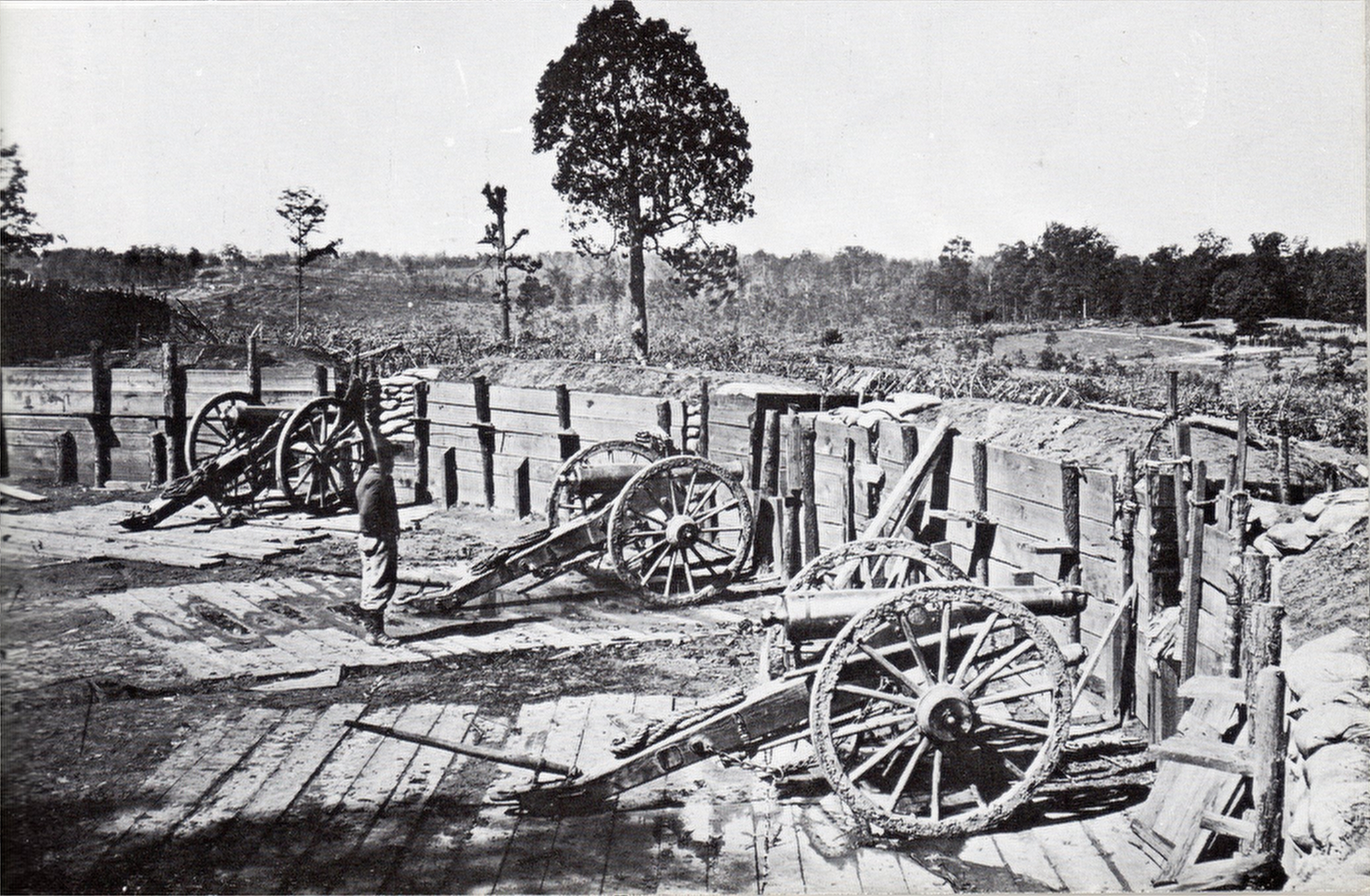
Zuidelijke genisten hebben verschillende geschutsemplacementen gebouwd die de toeganswegens tot de stad beschermden. Deze batterij beschermd Peachtree Street

Ondertussen had Hood het bevel gegeven aan luitenant-generaal William J. Hardee om rond de Noordelijke linkerflank te marcheren. Ondertussen zou de cavalerie van generaal-majoor Joseph Wheeler de Noordelijke aanvoerlijnen aanvallen en het korps van generaal-majoor Benjamin Cheatham de Noordelijken zelf aanvallen. Alles verliep echter niet volgens plan. Hardees manoeuvre liep ernstige vertraging op. Ondertussen had McPherson uit verschillende rapporten juist gededuceerd wat de Zuidelijken van plan waren. McPherson stuurde het XVI Corps uit zijn reserve naar zijn bedreigde linkerflank. Toen Hardees soldaten ter plaatse arriveerden, was de Noordelijke linkervleugel reeds versterkt. De Zuidelijken gingen over tot de aanval. De eerste aanval werd afgeslagen. Toch trok de Noordelijke slaglinie zich enkele meters terug. McPherson die naar voren reed om de gevechten gade te slaan, werd gedood door een Zuidelijke kogel.
Bij Decatur viel Wheelers cavalerie de brigade van brigadegeneraal John W. Sprague van het XVI Corps aan. De Noordelijken konden de aanval niet weerstaan en vluchtten naar Decatur. Ze slaagden er wel in om de bagagetrein van het XV, XVI, XVII en XX Corps te redden. Door de mislukte aanval van Hardee kon Wheeler zijn stellingen bij Decatur niet behouden. Die nacht trok hij zich terug naar Atlanta.
De slaglinies vormden nu een L waarbij Hardees soldaten de korte zijde vormden en Cheathams manschappen de lange zijde. Uiteindelijk zou de strijd voornamelijk gestreden worden bij een heuvel ten oosten van de stad, namelijk Bald Hill. De Noordelijken hadden de heuvel twee dagen eerder bezet en vandaaruit begonnen met het beschieten van de stad. Hierbij vielen verschillende burgerslachtoffers. De gevechten duurden tot het invallen van de duisternis. De heuvel bleef na zware gevechten in Noordelijke handen. De Zuidelijken slaagden evenwel om door te breken bij de Georgia spoorweg. De Noordelijken stelden artillerie op bij Shermans hoofdkwartier en bestookten de Zuidelijke aanvallers. Logans XV Corps ging in de tegenaanval.
De Noordelijken verloren 3.641 soldaten waaronder generaal-majoor McPherson. De Zuidelijken verloren 8.499.soldaten
Dit verlies kon niet vervangen worden. Toch behielden de Zuidelijken nog altijd controle over de stad.

## Belegering van Atlanta

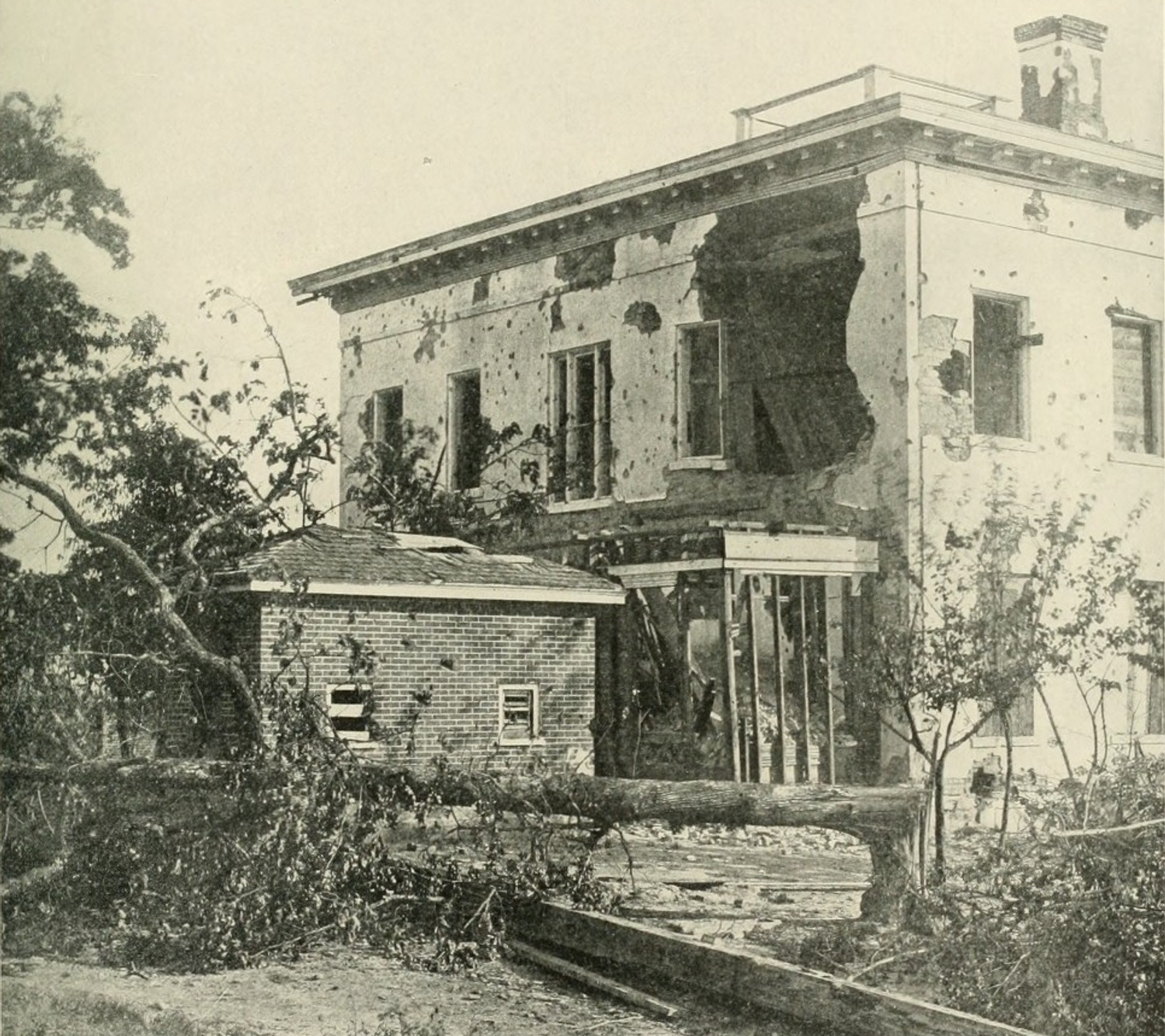
Het Potter House in Atlanta waar Zuidelijke scherpschutters zich schuilhielden tot de Noordelijke artillerie het huis bestookte.

Sherman ging over tot de belegering van Atlanta. Terwijl de stad werd bestookt door artillerie probeerde Sherman de aanvoerlijnen van de stad af te snijden. Twee cavalerieraids mislukten. Daarop besloot Sherman om met het gros van zijn leger een grote flankeerbeweging uit te voeren in westelijke richting. Dit zou leiden tot de Slag bij Jonesborough op 31 augustus. Shermans leger kon de spoorweg van Mâcon naar Atlanta innemen. Nu Hood zijn laatste aanvoerlijn verloren had, kon hij niet anders dan de stad de ontruimen. Hood gaf het bevel tot het vernietigen van alle aanwezige voorraden in de stad dat zijn eigen leger niet kon meenemen, waaronder ook 81 karren geladen met munitie. Op 2 september werd de stad ingenomen door de Noordelijken. Sherman liet een groot deel van de stad in de as leggen.
De volgende dag vertrok het Noordelijke leger in oostelijke richting naar Savannah in wat Shermans Mars naar de Zee zou worden.

## Gevolgen

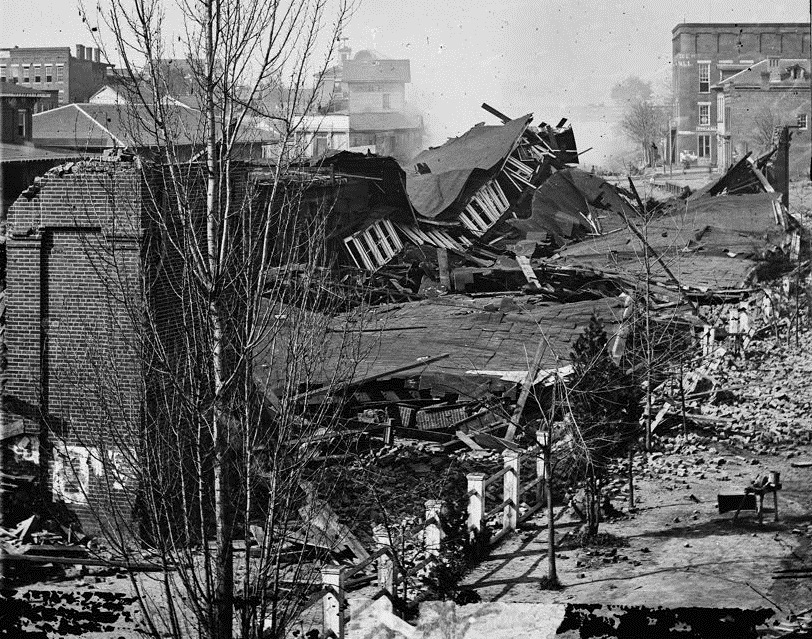
Ruïnes van in 1864

De inname van Atlanta en de Atlanta-veldtocht werden druk becommentarieerd in de Noordelijke kranten. Het stuwde het moreel en de populariteit van Lincoln hoog op. In de presidentiële verkiezingen van 1864 stond Abraham Lincoln tegenover de voormalige opperbevelhebber van de Noordelijke legers George B. McClellan. Onder meer door de Noordelijke overwinning in Atlanta werd Lincoln verkozen met een meerderheid van 212 tegenover 21 kiesmannen voor McClellan

## Aanbevolen literatuur
- Bonds, Russell S. (2009). War Like the Thunderbolt: The Battle and Burning of Atlanta. Westholme Publishing. ISBN 978-1-59416-100-1.
- Dodge, Grenville Mellen (1910). The Battle of Atlanta and Other Campaigns, Addresses, Etc. The Monarch Printing Company.
- Secrist, Philip L. (2006). Sherman's 1864 Trail of Battle to Atlanta. Mercer University Press. ISBN 978-0-86554-745-2.
- Ecelbarger, Gary (2010). The Day Dixie Died – The Battle of Atlanta. Thomas Dunne Books. ISBN 978-0-312-56399-8.